# Tour El Alma Al Aire
El Tour El Alma Al Aire fue una gira de conciertos realizada por el cantante español Alejandro Sanz para promociónar su disco del mismo nombre: El alma al aire. La gira lo llevó por Latinoamérica, Estados Unidos y España. El tour comenzó en Venezuela para luego terminar en Miami EUA.

## Lista de canciones
1. Tiene Que Ser Pecado[4]
2. Aquello Que Me Diste
3. Ese Último Momento
4. Llega, Llegó Soledad
5. Cuando Nadie Me Ve
6. Me Iré
7. Hay Un Universo De Pequeñas Cosas
8. Siempre Es De Noche
9. Medley: Si Tú Me Miras, La Fuerza del Corazón, Si Hay Dios, Viviendo Deprisa
10. Hoy Que No Estas
11. Mi Soledad Y Yo
12. El Alma Al Aire
13. Amiga Mía
14. Y, Si Fuera Ella?
15. Quisiera Ser
16. Bulería
17. Lo Ves
18. Corazón Partío

## Fechas del Tour
| Fecha                                   | Ciudad                     | País                 | Lugar                                                      |
| --------------------------------------- | -------------------------- | -------------------- | ---------------------------------------------------------- |
| Latinoamérica I                         |                            |                      |                                                            |
| 17 de febrero de 2001                   | Caracas                    | Venezuela            | Poliedro de Caracas                                        |
| 20 de febrero de 2001                   | Bogotá                     | Colombia             | Estadio Nemesio Camacho El Campín                          |
| 23 de febrero de 2001                   | Quito                      | Ecuador              | Coliseo General Rumiñahui                                  |
| 26 de febrero de 2001                   | Viña del Mar               | Chile                | Anfiteatro de la Quinta Vergara Festival Viña del Mar 2001 |
| 3 de marzo de 2001                      | Ciudad de México           | México               | Auditorio Nacional                                         |
| 4 de marzo de 2001                      | Ciudad de México           | México               | Auditorio Nacional                                         |
| 7 de marzo de 2001                      | Ciudad de México           | México               | Auditorio Nacional                                         |
| 8 de marzo de 2001                      | Ciudad de México           | México               | Auditorio Nacional                                         |
| 10 de marzo de 2001                     | Ciudad de México           | México               | Auditorio Nacional                                         |
| 11 de marzo de 2001                     | Ciudad de México           | México               | Auditorio Nacional                                         |
| 14 de marzo de 2001                     | Ciudad de México           | México               | Auditorio Nacional                                         |
| 15 de marzo de 2001                     | Ciudad de México           | México               | Auditorio Nacional                                         |
| 18 de marzo de 2001                     | Ciudad de México           | México               | Auditorio Nacional                                         |
| 20 de marzo de 2001                     | Monterrey                  | México               | Auditorio Coca Cola                                        |
| 21 de marzo de 2001                     | Monterrey                  | México               | Auditorio Coca Cola                                        |
| 23 de marzo de 2001                     | Guadalajara                | México               | Plaza de Toros                                             |
| 24 de marzo de 2001                     | Guadalajara                | México               | Plaza de Toros                                             |
| 28 de marzo de 2001                     | Lima                       | Perú                 | Jockey Club del Perú                                       |
| 30 de marzo de 2001                     | Santiago                   | Chile                | Pista Atlética                                             |
| 1 de abril de 2001                      | Montevideo                 | Uruguay              | Velódromo de Montevideo                                    |
| 3 de abril de 2001                      | Rosario                    | Argentina            | Estadio Rosario Central                                    |
| 5 de abril de 2001                      | Córdoba                    | Argentina            | Estadio Córdoba                                            |
| 7 de abril de 2001                      | Buenos Aires               | Argentina            | Estadio Vélez                                              |
| 28 de abril de 2001                     | San Juan                   | Puerto Rico          | Coliseo Roberto Clemente                                   |
| Norteamérica I                          |                            |                      |                                                            |
| 2 de mayo de 2001                       | Miami                      | EUA                  | James Knight Center                                        |
| 3 de mayo de 2001                       | Miami                      | EUA                  | James Knight Center                                        |
| 5 de mayo de 2001                       | Nueva York                 | EUA                  | Radio City Music Hall                                      |
| 7 de mayo de 2001                       | Nueva Jersey               | EUA                  | New Jersey Performing Arts Center                          |
| 9 de mayo de 2001                       | Chicago                    | EUA                  | Aragon Ballroom                                            |
| 11 de mayo de 2001                      | Los Ángeles                | EUA                  | Universal Amphitheatre                                     |
| 12 de mayo de 2001                      | San Diego                  | EUA                  | Cox Arena                                                  |
| 15 de mayo de 2001                      | McAllen                    | EUA                  | Villarreal convention center                               |
| 16 de mayo de 2001                      | Laredo                     | EUA                  | Laredo Civic Center                                        |
| 18 de mayo de 2001                      | El Paso                    | EUA                  | U.T.E.P                                                    |
| 20 de mayo de 2001                      | Houston                    | EUA                  | Aerial Theater                                             |
| Latinoamérica II                        |                            |                      |                                                            |
| 2 de junio de 2001                      | Santo_Domingo              | República_Dominicana | Palacio de los Deportes                                    |
| Europa I                                |                            |                      |                                                            |
| 16 de junio de 2001                     | Córdoba                    | España               | Estadio Nuevo Arcángel                                     |
| 20 de junio de 2001                     | Burgos                     | España               | Estadio Municipal de El Plantío                            |
| 22 de junio de 2001                     | Valladolid                 | España               | Estadio José Zorrilla                                      |
| 24 de junio de 2001                     | Murcia                     | España               | Estadio de La Condomina                                    |
| 26 de junio de 2001                     | Granada                    | España               | Estadio Nuevo Los Cármenes                                 |
| 28 de junio de 2001                     | Madrid                     | España               | Estadio Vicente Calderón                                   |
| 1 de julio de 2001                      | Zaragoza                   | España               | Estadio de La Romareda                                     |
| 3 de julio de 2001                      | Barcelona                  | España               | Palau Sant Jordi                                           |
| 4 de julio de 2001                      | Barcelona                  | España               | Palau Sant Jordi                                           |
| 6 de julio de 2001                      | Barcelona                  | España               | Palau Sant Jordi                                           |
| 8 de julio de 2001                      | Sevilla                    | España               | Estadio Olímpico Sevilla                                   |
| 10 de julio de 2001                     | Málaga                     | España               | Estadio La Rosaleda                                        |
| 13 de julio de 2001                     | Elche                      | España               | Estadio Manuel Martínez Valero                             |
| 15 de julio de 2001                     | Valencia                   | España               | Estadio del Levante U. D.                                  |
| 19 de julio de 2001                     | Albacete                   | España               | Estadio Carlos Belmonte                                    |
| 21 de julio de 2001                     | Vigo                       | España               | Estadio de Balaídos                                        |
| 23 de julio de 2001                     | La Coruña                  | España               | Coliseo La Coruña                                          |
| 25 de julio de 2001                     | Gijón                      | España               | Estadio Municipal El Molinón                               |
| 27 de julio de 2001                     | Pamplona                   | España               | Estadio El Sadar                                           |
| 29 de julio de 2001                     | Vitoria                    | España               | Estadio de Mendizorroza                                    |
| 3 de agosto de 2001                     | Santander                  | España               | Campa de la Magdalena                                      |
| 6 de agosto de 2001                     | San Fernando               | España               | Estadio Iberoamericano Bahía Sur                           |
| 8 de agosto de 2001                     | Almería                    | España               | Recinto ferial                                             |
| 11 de agosto de 2001                    | Palma de Mallorca          | España               | Estadio Lluís Sitjar                                       |
| 20 de septiembre de 2001                | Las Palmas de Gran Canaria | España               | Institución Ferial de Canarias                             |
| 22 de septiembre de 2001                | Tenerife                   | España               | Recinto ferial                                             |
| Norteamérica II                         |                            |                      |                                                            |
| 2 de octubre de 2001                    | Miami                      | EUA                  | Gusman Center for the Performing Arts                      |
| Norteamérica III (Mini Tour U.S.A 2002) |                            |                      |                                                            |
| 21 de junio de 2002                     | San Diego                  | EUA                  | SDSU Open Air Theatre                                      |
| 23 de junio de 2002                     | Los Ángeles                | EUA                  | Greek Theatre                                              |
| 27 de junio de 2002                     | Nueva York                 | EUA                  | Radio City Music Hall                                      |
| 30 de junio de 2002                     | Miami                      | EUA                  | James Knight Center                                        |

### Box office score data (Billboard)
| Recinto            | Ciudad           | Tickets vendidos / Disponibles | Recaudación |
| ------------------ | ---------------- | ------------------------------ | ----------- |
| Auditorio Nacional | Ciudad de México | 80,909 / 89,154 (91%)          | $2,818,519  |
|                    | Total            | 80,909 / 89,154 (91%)          | $2,818,519  |

## Banda
- Ludovico Vagnone - Director Musical, guitarras y coros[12]
- Josep Salvador - Guitarra y coros
- Mauricio Sgaramella - Batería
- Luis Duizaides - Percusión
- J. Agustín Guereñu - Bajo
- Píer Paolo Vallero - Teclados, sax y coros
- Alfonso Pérez - Teclados
- Lulo Pérez - Trompeta, percusión y teclados
- Carlos Martín - Trombón
- Jon Robles - Saxofón
- Helen de Quiroga, Txell Sust, Luis Miguel Baladrón - Coros